# Schlütter (Adelsgeschlecht)
Schlütter ist der Name eines hannoveranischen Adelsgeschlechts. 

## Ursprung
Die Stammreihe beginnt mit Diedrich Schlüter (* 1475 Burg Hudemühlen bei Hannover, † 1537). 
Johann Christian Schlüter (* 15. Januar 1655, † 2. August 1731, Kurfürstlich braunschweigisch-lüneburgischer Generalmajor und Chef des Kurhannoverschen Reuterregiments R 2-A) wurde 1725 in Wien vom Kaiser mit dem Namen von Schlütter in den rittermäßigen Reichsadelstand erhoben. Er war mit Anna Sabina von Klinggräff (* 6. November 1672, † 2. November 1714) verheiratet.

Berühmte Vertreter waren insbesondere:
- Otto Diederich Wilhelm von Schlütter (1710–1786), Jurist und Kanzleidirektor in Stade
- Johann von Schlütter (1749–1827), ebenfalls Jurist und Kanzleidirektor in Stade

- Andreas von Schlütter (1781–1863), königlich-hannoverischer Generalmajor
- Bodo Julius Georg Arthur Cornelius von Schlütter (* 2. Oktober 1910, † 16. Dezember 1997), Jurist, Spezialist für Bergbaurecht[2][3][4] (1934–1938 Gerichtsreferendar im Oberlandesgerichtsbezirk Celle, 1934 Promotion zum Dr. jur. in Marburg[5][6], 1938–1941 Assessor bei den Oberbergämtern Breslau und Dortmund, 1940–1945 Kriegsdienst, 1941–1950 Bergrat beim Oberbergamt in Dortmund bzw. ab 1950 beim Ministerium für Wirtschaft und Verkehr, 1950 Oberbergrat, 1956 Oberbergamtsdirektor, 1962 Ministerialrat, Leiter der Gruppe IV/A (Berghoheit und Recht des Bergbaues) als „Oberbergrat“.[7])

## Wappen
Die Blasonierung lautete wie folgt: Ein der Länge nach geteilter Schild, rechts ein Löwe, der einen Schlüssel (Slüter) hält, links ein Stern.

## Andere Zweige
Andere Zweige, die ebenfalls auf Diedrich Schlüter (1475–1537) zurückgehen, behielten die Schreibweise „Schlüter“ bei.
Berühmte Vertreter dieser Zweige waren:
- Friedrich Wilhelm Schlüter (1803–1860), deutscher Verwaltungsjurist
- Ludwig August Schlüter (1797–1881), deutscher Verwaltungsjurist